# Erasmus Student Network
Pour les articles homonymes, voir Erasme (homonymie) et ESN.
 (juillet 2013).
Erasmus Student Network ou ESN est une organisation étudiante à l'échelle européenne, fondée à Gand en 1989, dont le but est l'accueil, l'intégration des étudiants internationaux lors d'un échange de type Erasmus ainsi que la promotion de la mobilité internationale,. En janvier 2016, ESN compte 521 sections dans 40 pays (les 28 pays de l'Union européenne, l'Azerbaïdjan, la Biélorussie, la Bosnie-Herzégovine, la Géorgie, l'Islande, la Macédoine, la Norvège, la Russie, la Serbie, la Suisse, la Turquie et l'Ukraine). Il s'agit d'une association internationale sans but lucratif dont le siège se situe à Bruxelles, où ses statuts sont déposés en français. La langue officielle est l'anglais, toutefois les pays utilisent leurs langues locales.

## Historique
En 1987, la Communauté européenne a approuvé la création d'un plan de mobilité internationale pour l'enseignement supérieur. Le programme Erasmus ainsi créé est devenu l'un des programmes d'échanges internationaux dans lequel les étudiants peuvent réaliser une partie de leurs études à l'étranger. Deux ans plus tard, les anciens étudiants Erasmus ont été invités à une réunion d'évaluation à Gand en Belgique où est née l'idée d’Erasmus Student Network pour aider les étudiants étrangers à résoudre des problèmes pratiques durant leur séjour grâce au système « les étudiants aident les étudiants étrangers ». Des sections ESN ont été créées dans plusieurs villes universitaires européennes. L'association a été fondée à Copenhague (Danemark) le 10 février 1990 avec le soutien financier de la Commission européenne.

## Fonctionnement
ESN est organisé sous la forme d'un réseau d'associations locales qui toutes adhèrent à l'association parente dont les statuts sont déposés à Bruxelles. Son organisation se comprend à trois niveaux : le niveau local, le niveau national et le niveau international.

### Sections locales
Le niveau local est le cœur du réseau ESN puisqu'il concentre environ 15 000 membres actifs au service de plus de 200 000 étudiants internationaux. Les membres du réseau ESN adhèrent tous à l'une des associations locales et contribuent aux activités d'ESN sur la base du bénévolat. De par leur proximité avec le public des  étudiants internationaux, les sections locales sont le maillon fort d'ESN et constituent en ce sens, autant de moteurs participant à la dynamique du réseau ESN. Les activités des sections locales sont variées et se traduisent par des réalisations concrètes, telles que des manifestations et sorties culturelles et/ou sociales ou encore des actions de sensibilisation.

### Niveau national
Le niveau national permet de coordonner les actions des divers sections d'un même pays.
Tous les pays membres du réseau ne sont pas obligés d'avoir un National Board mais ESN International recommande fortement aux pays ayant plus de deux sections de créer une structure nationale.
Depuis l'AGM 2005 (l'Assemblée générale) à Gdańsk, ce sont les National Platforms qui décident de l'adhésion ou de la radiation des sections dans le réseau.
Liste des pays membres d'ESN:
| Pays               | Nom                        | Nombre de sections locales en 2017 |
| ------------------ | -------------------------- | ---------------------------------- |
| Allemagne          | ESN Germany                | 34                                 |
| Autriche           | ESN Austria                | 16                                 |
| Azerbaïdjan        | ESN Azerbaijan             | 1                                  |
| Belgique           | ESN Belgium                | 17                                 |
| Biélorussie        | ESN Belarus                | 1                                  |
| Bosnie-Herzégovine | ESN Bosnia and Herzegovina | 2                                  |
| Bulgarie           | ESN Bulgaria               | 10                                 |
| Chypre             | ESN Cyprus                 | 1                                  |
| Croatie            | ESN Croatia                | 6                                  |
| Danemark           | ESN Denmark                | 6                                  |
| Espagne            | ESN Spain                  | 36                                 |
| Estonie            | ESN Estonia                | 4                                  |
| Finlande           | ESN Finland                | 16                                 |
| France             | ESN France                 | 36                                 |
| Géorgie            | ESN Georgia                | 2                                  |
| Grèce              | ESN Greece                 | 22                                 |
| Hongrie            | ESN Hungary                | 17                                 |
| Irlande            | ESN Ireland                | 2                                  |
| Islande            | ESN Iceland                | 2                                  |
| Italie             | ESN Italy                  | 52                                 |
| Lettonie           | ESN Latvia                 | 4                                  |
| Liechtenstein      | ESN Liechtenstein          | 1                                  |
| Lituanie           | ESN Lithuania              | 16                                 |
| Luxembourg         | ESN Luxembourg             | 1                                  |
| Macédoine          | ESN Macedonia              | 2                                  |
| Malte              | ESN Malta                  | 1                                  |
| Norvège            | ESN Norway                 | 8                                  |
| Pays-Bas           | ESN the Netherlands        | 16                                 |
| Pologne            | ESN Poland                 | 42                                 |
| Portugal           | ESN Portugal               | 14                                 |
| République tchèque | ESN Czech Republic         | 18                                 |
| Roumanie           | ESN Romania                | 11                                 |
| Royaume-Uni        | ESN UK                     | 22                                 |
| Russie             | ESN Russia                 | 5                                  |
| Serbie             | ESN Serbia                 | 3                                  |
| Slovaquie          | ESN Slovakia               | 12                                 |
| Slovénie           | ESN Slovenia               | 6                                  |
| Suède              | ESN Sweden                 | 14                                 |
| Suisse             | ESN Switzerland            | 14                                 |
| Turquie            | ESN Turkey                 | 42                                 |

### Niveau international
Le niveau international permet d'apporter divers services principalement aux sections, mais aussi à tous les étudiants étrangers. La communication inter sections est facilitée par l'organisation d'évènements internationaux, la mise en place d'une liste de diffusion… Ceci permet aux différentes sections d'améliorer leur travail en discutant avec les autres sections. Pour représenter la vision des sections et mettre à l'ordre du jour les problèmes rencontrés par les étudiants bénéficiant d'un échange, ESN International participe à des réunions concernant la mobilité étudiante et travaille en étroite coopération avec la Commission européenne et les autres institutions concernées.

## Pallomeri
« Pallomeri » est un mot finnois qui signifie « piscine de boules » (là où les enfants jouent avec des boules de toutes les couleurs).
Depuis l'Assemblée générale à Graz, Pallomeri est devenu une nouvelle manière de se saluer entre membres[réf. souhaitée] de sections ESN. D'une certaine manière, cela montre l'esprit bon enfant qui règne dans l'organisation[réf. souhaitée].
Pallomeri signifie également Paneuropean Association Leading Local Organization Making Erasmus Richer Inside.